# 白頭蝰亞科
白頭蝰亞科（學名：Azemiopinae）是爬蟲綱有鱗目蛇亞目蝰蛇科下的一個單型亞科，科下只有一属白頭蝰属（Azemiops），目前未有任何亞種被確認。首位發現白頭蝰的是一名歐洲探險家李奧拿度·費亞，直至1888年生物學者乔治·亚伯特·布兰洁正式將白頭蝰屬命名為「Azemiops」。白頭蝰是一種比較古老的蛇種，牠們主要出沒於東南亞的一些山脈之中。另外，在中國境內的西藏東南部以及越南均能發現白頭蝰。
白頭蝰属原本仅有白头蝰（Azemiops feae）一种。2013年，有学者根据形态特征将白头蝰属拆分为两种, 大致以越南的河内以及中国昆明和攀枝花为界, 以东为新种 Azemiops kharini, 该种主要在中国分布, 且该类群在未拆分前就因头部特征被称之为“白头蝰”, 因此, 将其中文名冠以“白头蝰”；以西为 Azemiops feae, 中文名则改为“黑头蝰”。

## 特徵
白頭蝰並不屬於巨型蛇種，長度一般不會超越一米。根據學者Liem等人（1971年）的記載，體型最長的白頭蝰長度只達77公分；而在1997年奧羅夫（Orlov）則指出最長的雄性與雌性白頭蝰，分別長72公分及78公分。
學界之所以會認為白頭蝰是一種比較原始的蛇種，有數個主要的原因。白頭蝰有著強健的體魄與及一條短尾巴，同時有著較順滑的背鱗及龍骨，這一點跟一般蝰蛇是一致的。牠們的頭部稍呈扁平狀及橢圓形，最特殊的是頭部上並沒有緊密覆蓋著細碎鱗片，反而像游蛇科及眼鏡蛇科的蛇般有著同樣規模的大鱗，這一點與一般的蝰蛇便有所不同。同樣地，白頭蝰的頭骨構造相比起其它蝰蛇而言，亦是較為特殊的。另外，白頭蝰的牙齒是空心牙，同樣可以注射毒素，不過白頭蝰的毒牙卻顯得短小。牠們的毒牙尖端部位是呈脊狀的，就像一柄短刀一樣，而這種牙齒結構僅見於穴蝰科與及一些擁有後溝牙結構的蛇類而已，而白頭蝰分泌毒素的毒囊體型相對地細小。最後，白頭蝰跟一般蝰蛇最大的不同點，在於白頭蝰是卵生蛇種，而且會進行冬眠。
白頭蝰的顏色令人印象深刻。牠們的身體主要由暗泛光亮的深藍色、灰色或黑色加上幼細的白色、橙色條紋所組成。但牠們的頭部顏色卻與身體有著鮮明的對比，普遍呈淡黃色，並滲雜灰色的橫紋。牠們的眼睛是同樣是淡黃色的，瞳孔則呈直線形。

## 地理分布
白頭蝰主要分布於越南至華南（包括福建、廣西、江西、貴州、四川、雲南、浙江等）一帶。並散見於東南亞地區，包括緬甸及西藏東南部。白頭蝰的標本產地為緬甸的枯門嶺。

## 棲息地
白頭蝰多棲息於山區（約至海拔1000米），喜歡較清涼的氣候（約攝氏20至25度
。有時在路旁、叢林、灌木林、農地裡亦會發現牠們的蹤影，牠們甚至會接近民居。在越南，白頭蝰比較偏好棲息於竹林間，並活躍於有廣泛植被分布與及山澗充足的地區。白頭蝰是夜行性的，最喜歡於潮濕的晚上，溫度約在攝氏18至25度間時出沒。

## 習性

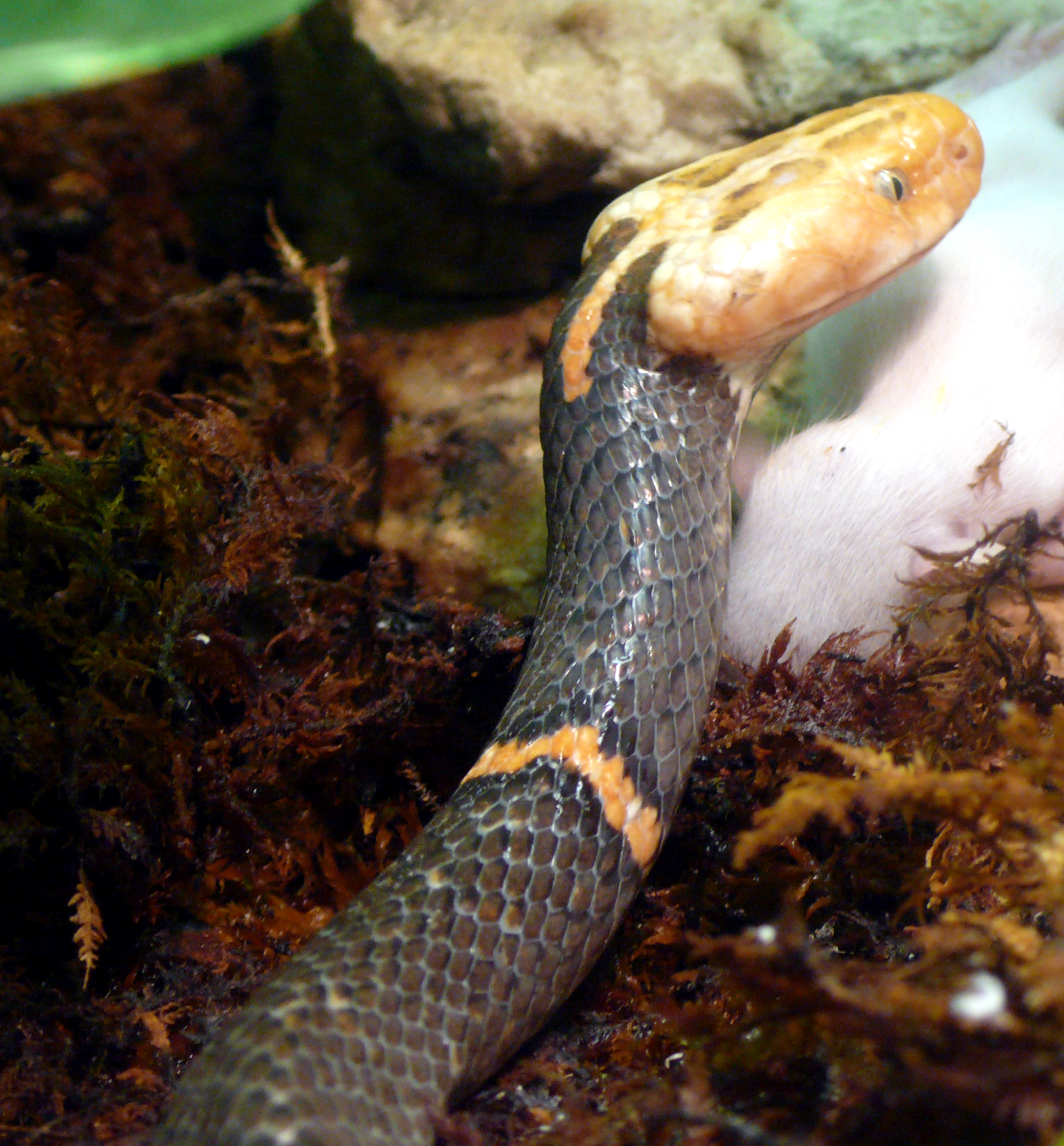
聖路易斯動物公園裡的白頭蝰

白頭蝰在遇到外來威脅時，會作出特殊的反應。當牠們受到騷擾時，牠們會壓平自己的身體讓自己顯得寬闊，然後牠們的兩顎會向外擴開，令牠們本呈橢圓形的頭部看起來像變成三角形。有時候，牠們又會搖動自己的尾巴以威嚇對手。情況危急時，牠們亦會作出咬擊，不過牠們不一定會運用其毒牙來展開攻勢。另外，學者趙爾宓於1981年提出白頭蝰主要活躍於黃昏時段，而並非如奧羅夫所說般屬於夜行性的蛇類，尤其多出沒於三月至十一月的時候。

## 飲食習慣
白頭蝰主要進食小型的哺乳類動物，白頭蝰的幼蛇亦曾被發現會進食麝鼩。據一些曾飼養白頭蝰的飼育報告中得知，白頭蝰平常是抗拒被哺育的，只會在晚間時才願意進食新生的鼠類，而且每當牠們咬住了獵物，往往都不會輕易將其放開。

## 毒性
根據拜仁·格烈·費拉爾醫生（Dr. Bryan Grieg Fry）的研究，認為白頭蝰的毒性與韋氏竹葉青（Tropidolaemus wagleri）的毒性是相仿的。另一項研究發現白頭蝰所釋出的毒素中，其酵素運動基本上與一般蝰蛇沒有太大差異，不同之處僅在於白頭蝰的蛇毒不會造成血液凝固、滲血以及肌肉性中毒等現象。

## 備註
1. ↑  . ITIS. 2006  [23 August, 2006].
2. 1 2 3 4 5 6 7  Mallow D、Ludwig D、Nilson G：《True Vipers: Natural History and Toxinology of Old World Vipers》頁359，Krieger Publishing Company，2003年。ISBN 0-89464-877-2
3. ↑  Mehrtens JM：《Living Snakes of the World in Color》頁480，紐約：Sterling Publishers，1987年。ISBN 0-8069-6460-X
4. ↑  美軍：《Poisonous Snakes of the World》頁203，紐約美國政府：Dover Publications Inc，1991年。ISBN 0-486-26629-X
5. ↑  Orlov NL, Ryabov SA, Nguyen TT. . Russian Journal of Herpetology. 2013, 20: 110–128. doi:10.30906/1026-2296-2013-20-2-110-128.
6. ↑  蔡波，王跃招，陈跃英，李家堂. . 生物多样性. 2015, 23 (3): 365–382  [2021-10-22]. doi:10.17520/biods.2015037. （原始内容存档于2021-07-09）.
7. ↑  （英文）拜仁醫生對蝰蛇的研究報告 的存檔，存档日期2006-05-11.。
8. ↑  （英文）關於白頭蝰的蛇毒研究

## 延伸閱讀
- Liem KF、Marx H、Rabb GB：《The viperid snake Azemiops: Its comparative cephalic anatomy and phylogenic position in relation to Viperinae and Crotalinae》，Fieldiana: Zoology，Vol. 59，No. 2：67-126，1971年。
- Kardong KV：《Observations on live Azemiops feae, Fea’s viper》，頁81-82，Herpetological Review 17(4)，1986年。
- Mara WP：《Venomous Snakes of the World》頁275，TFH Publications，1993年。ISBN 0-86622-522-6.
- Marx H、Olechowski TS：《Fea's viper and the common gray shrew: a distribution note on predator and prey》，Journal of Mammology 51:205，1970年。
- Mebs D、Kuch U、Meier J：《Studies on venom and venom apparatus of Feae's viper, Azemiops feae》Toxicon 32(10):1275-8，1994年。
- Orlov N：《Viperid snakes (Viperidae Bonaparte, 1840) of Tam-Dao mountain range》頁67-74，Russian Journal of Herpetology 4(1)，1997年。
- Zhao R、Er-Mi TH、Zhao G：《Notes on Fea's viper from China》頁66-71，Acta Herpetologica Sinica 5(11)，1981年。

## 外部連結
- （英文）TIGR爬蟲類資料庫：白頭蝰 （页面存档备份，存于）
- （英文）Herpbreeder：白頭蝰 （页面存档备份，存于）
- （英文）聖路易斯動物園：白頭蝰
- （英文）Palaeos：白頭蝰資料庫
- Youtube：白頭蝰影片 （页面存档备份，存于）